# Sully-la-Chapelle
Sully-la-Chapelle – miejscowość i gmina we Francji, w Regionie Centralnym, w departamencie Loiret.
Według danych na rok 1990 gminę zamieszkiwało 290 osób, a gęstość zaludnienia wynosiła 11 osób/km² (wśród 1842 gmin Regionu Centralnego Sully-la-Chapelle plasuje się na 851. miejscu pod względem liczby ludności, natomiast pod względem powierzchni na miejscu 446.).